# Gai Vibi Juvenci Var
Gai Vibi Juvenci Var o de vegades Tit Vibi Var (en llatí: Caius Vibius Juventius Varus o Titus Vibius Varus) va ser un magistrat romà, probablement descendent en quarta o cinquena generació del triumvir de les monedes del segle I aC, Gai Vibi Var.
L'any 131 era legat imperial a Cilícia. Va ser nomenat cònsol l'any 134 en el regnat d'Hadrià juntament amb Juli Servià.